# Enya (Album)
Enya ist das selbstbetitelte Debütalbum der irischen Sängerin Enya aus dem Jahr 1986.

## Hintergrund
Enyas selbstbetiteltes Debütalbum erschien erstmals im Jahr 1986. Im Vereinigten Königreich wurde das Album durch das Musiklabel BBC Records veröffentlicht, in den Vereinigten Staaten durch Atlantic Records. 1987 wurde das Album für den japanischen Musikmarkt neu unter dem Titel The Celts aufgelegt. Während das Album im restlichen Teil der Welt zunächst noch als Enya vertrieben wurde, erfolgte 1992 eine weltweite Neuauflage als The Celts. Die Kompositionen und Texte stammen aus der Zusammenarbeit von Enya und Roma Ryan. Für die Produktion zeichnete Nicky Ryan verantwortlich.

## Titelliste
| #   | Titel                                  | Länge |
| --- | -------------------------------------- | ----- |
| 1.  | The Celts                              | 2:57  |
| 2.  | Aldebaran                              | 3:05  |
| 3.  | I Want Tomorrow                        | 4:02  |
| 4.  | March of the Celts                     | 3:17  |
| 5.  | Deireadh an tuath                      | 1:44  |
| 6.  | The Sun in the Stream                  | 2:55  |
| 7.  | To Go Beyond I                         | 1:21  |
| 8.  | Fairytale                              | 3:04  |
| 9.  | Epona                                  | 1:37  |
| 10. | Triad: St. Patrick, Cú chulainn, Oisin | 4:25  |
| 11. | Portrait (Out of the Blue)             | 3:12  |
| 12. | Boadicea                               | 3:32  |
| 13. | Bard Dance                             | 1:24  |
| 14. | Dan y dwr                              | 1:42  |
| 15. | To Go Beyond II                        | 2:59  |

## Rezeption

### Charts und Chartplatzierungen
| ChartsChartplatzierungen     | Höchstplatzierung | Wochen |
| ---------------------------- | ----------------- | ------ |
| Deutschland (GfK)            | 70 (9 Wo.)        | 9      |
| Vereinigtes Königreich (OCC) | 10 (29 Wo.)       | 29     |

| ChartsJahrescharts (1993)    | Platzierung |
| ---------------------------- | ----------- |
| Vereinigtes Königreich (OCC) | 80          |

### Auszeichnungen für Musikverkäufe
Enya/The Celts verkaufte sich laut Schallplattenauszeichnungen über 3,2 Millionen Mal wofür es mit fünf Goldenen- und acht Platin-Schallplatten ausgezeichnet wurde. Den Quellenangaben zufolge soll sich das Album über 8,5 Millionen Mal verkauft haben.
| Land/Region                  | Auszeichnungen für Musikverkäufe (Land/Region, Auszeichnung, Verkäufe) | Verkäufe  |
| ---------------------------- | ---------------------------------------------------------------------- | --------- |
| Argentinien (CAPIF)          | Gold                                                                   | 20.000    |
| Australien (ARIA)            | Platin (Enya) · + 2× Platin (The Celts)                                | 210.000   |
| Brasilien (PMB)              | Platin                                                                 | 250.000   |
| Deutschland (BVMI)           | Gold                                                                   | 250.000   |
| Japan (RIAJ)                 | Gold                                                                   | 100.000   |
| Neuseeland (RMNZ)            | Gold (Enya) · + Platin (The Celts)                                     | 25.000    |
| Spanien (Promusicae)         | Gold                                                                   | 50.000    |
| Vereinigte Staaten (RIAA)    | Platin (Enya) · + Platin (The Celts)                                   | 2.000.000 |
| Vereinigtes Königreich (BPI) | Platin                                                                 | 300.000   |
| Insgesamt                    | 5× Gold · 8× Platin ·                                                  | 3.205.000 |

Hauptartikel: Enya/Auszeichnungen für Musikverkäufe